# Arturo de Córdova
Arturo de Córdova (Arturo García Rodríguez; Mérida, Yucatán, Meksiko, 8. svibnja 1908. – Ciudad de México, Meksiko, 3. studenog 1973.) bio je meksički filmski glumac. Glumica Marga López bila je Arturova nevjenčana supruga, dok je producent Alex García njegov unuk.

## Filmografija
- 1935 - Celos
- 1936 - Cielito lindo
- 1936 - ¡Esos hombres!/Malditos sean los hombres
- 1937. - La paloma
- 1937 - La Zandunga
- 1937 - Ave sin rumbo
- 1938 - Refugiados en Madrid
- 1938 - Hombres de mar
- 1938 - Mientras México duerme
- 1938 - La bestia negra
- 1938 - La casa del ogro
- 1939 - Los hijos mandan/El caudal de los hijos
- 1939 - La noche de los mayas
- 1939 - ¡Que viene mi marido!
- 1939 - Odio
- 1940 - Mala yerba
- 1940 - El milagro de Cristo
- 1940 - El secreto del sacerdote
- 1940 - Cuando la tierra tembló/El día del juicio
- 1941 - ¡Ay, qué tiempos, señor Don Simón!
- 1941 - ¿Quién te quiere a ti?
- 1941 - Alejandra
- 1941 - Cinco minutos de amor
- 1941 - El conde de Montecristo
- 1945 - La selva de fuego
- 1946 - Su última aventura
- 1946 - Cinco rostros de mujer
- 1947 - Algo flota sobre el agua
- 1947 - La diosa arrodillada
- 1948 - Medianoche
- 1950 - María Montecristo
- 1950 - En la palma de tu mano
- 1950 - Furia roja/Stronghold
- 1950 - El hombre sin rostro
- 1951 - Mi esposa y la otra
- 1951 - Te sigo esperando
- 1951 - Paraíso robado
- 1951 - La ausente
- 1952 - El rebozo de Soledad
- 1952 - Las tres perfectas casadas
- 1952 - Cuando levanta la niebla
- 1952 - Fruto prohibido o Fruto de tentación
- 1952 - Él
- 1953 - Reportaje
- 1953 - El valor de vivir
- 1954 - La entrega
- 1954 - Amor en cuatro tiempos
- 1954 - Un extraño en la escalera
- 1955 - Los peces rojos
- 1955 - Canasta de cuentos mexicanos
- 1955 - Bodas de oro
- 1956 - La ciudad de los niños
- 1957 - Feliz año, amor mío
- 1957 - A media luz los tres
- 1957 - Mis padres se divorcian
- 1957 - El hombre que logró ser invisible
- 1957 - Mi esposa me comprende
- 1958 - Ama a tu prójimo
- 1958 - La cigüeña dijo sí
- 1958 - Isla para dos
- 1958 - Miércoles de ceniza
- 1958 - El hombre que me gusta/Vivir es un buen negocio
- 1959 - El esqueleto de la señora Morales
- 1961 - Los hermanos del Hierro
- 1961 - Pecado de juventud
- 1964 - La recta final/El último empujón
- 1964 - El gángster
- 1964 - El pecador
- 1964 - El amor no es pecado/El cielo de los pobres
- 1964 - Cuando acaba la noche/Mientras Puerto Rico duerme
- 1965 - ¿Qué haremos con papá?
- 1965 - Los perversos/A go gó
- 1965 - Juventud sin ley/Rebeldes a go gó
- 1965 - Despedida de soltera
- 1966 - Matar es fácil
- 1969 - La agonía de ser madre
- 1970 - El profe